# チャールズ・W・フェアバンクス
チャールズ・ウォーレン・フェアバンクス（Charles Warren Fairbanks, 1852年5月11日 - 1918年6月4日）は、アメリカ合衆国の政治家。インディアナ州選出連邦上院議員、セオドア・ルーズベルト政権で第26代アメリカ合衆国副大統領を務めた。

## 生涯
1852年5月11日、オハイオ州ユニオン郡ユニオンビル・センターの近くで誕生した。1872年にオハイオ州デラウェアのオハイオ・ウェスリアン大学を卒業した。フェアバンクスはペンシルベニア州ピッツバーグ及びオハイオ州クリーブランドでAP通信社の記者を務めた。1874年にオハイオ州で法曹界入りし、同年インディアナ州インディアナポリスへ転居した。
フェアバンクスは1893年に上院選挙に出馬したが落選した。彼はカナダ問題を調整するために1898年にケベック市で開催されたアメリカとイギリスの高等委員会の委員に任命された。1896年には共和党から上院議員に選出され、1902年に再選された。彼は上院議員職を1897年3月4日から副大統領就任のために1905年3月3日に辞職するまで務めた。彼は移住委員会及び公共建築・土地委員会の議長であった。彼は共和党のセオドア・ルーズベルトの伴走候補者として1904年に副大統領に選出され、1905年3月4日から1909年3月3日まで同職を務めた。1916年に共和党の大統領候補の指名を求めたが予備選挙で落選し、チャールズ・エヴァンズ・ヒューズの伴走候補者として副大統領候補の指名を勝ち取った。ヒューズとフェアバンクスは民主党のウッドロウ・ウィルソン及びトーマス・R・マーシャルに選挙で敗北した。
フェアバンクスはインディアナポリスで弁護士業を再開し1918年に死去した。66歳であった。彼はクラウン・ヒル墓地に埋葬された。

## 逸話
アラスカ州フェアバンクスは彼にちなんで命名された。